# Schwarzenbach (Haut-Palatinat)
Pour les articles homonymes, voir Schwarzenbach.
Schwarzenbach est une commune de Bavière (Allemagne), située dans l'arrondissement de Neustadt an der Waldnaab, dans le district du Haut-Palatinat.